# مرسيدس بنز دبليو 124
مرسيدس بنز دبليو 124 (بالإنجليزية: Mercedes-Benz W124)‏ هي سيارة مرسيدس أنتجت في 1985.

## معرض صور

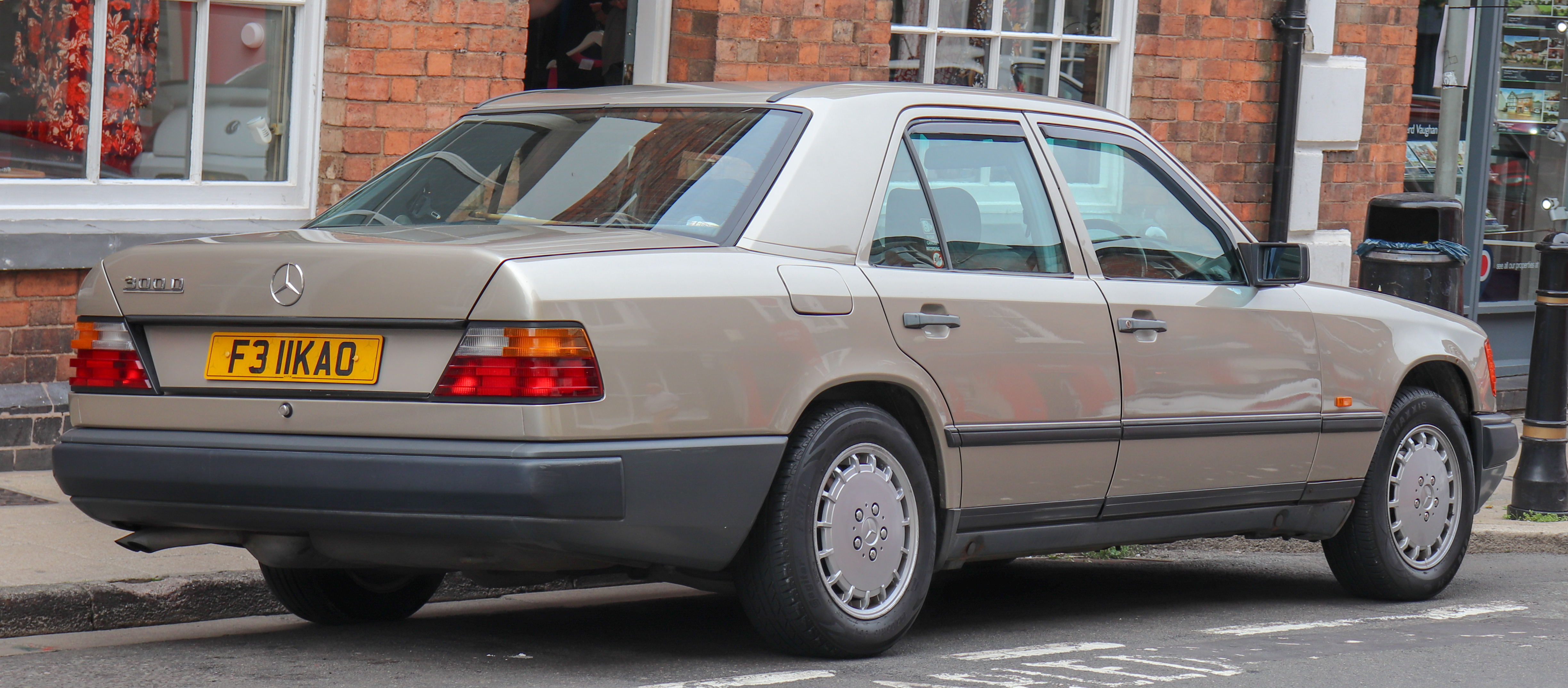
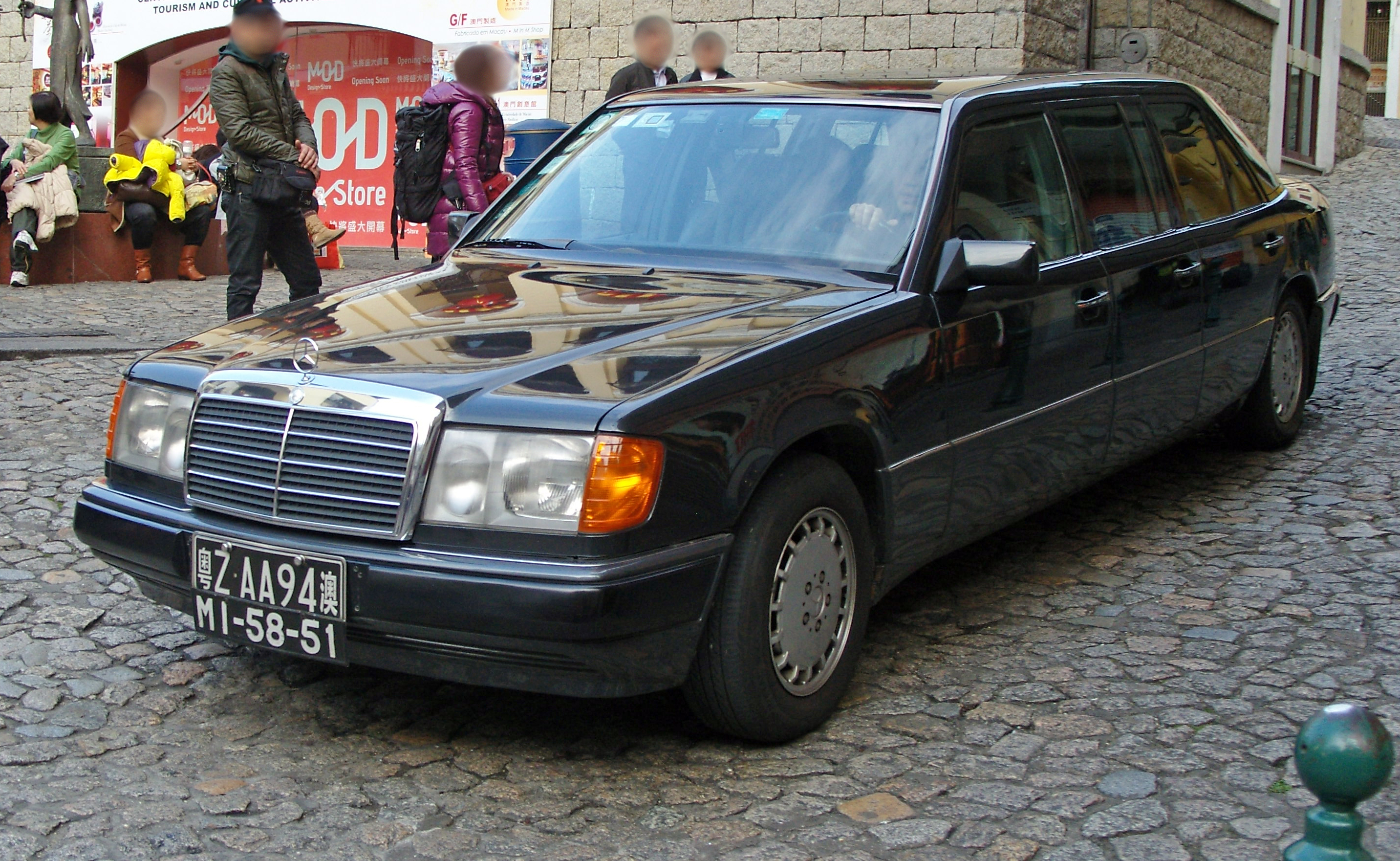
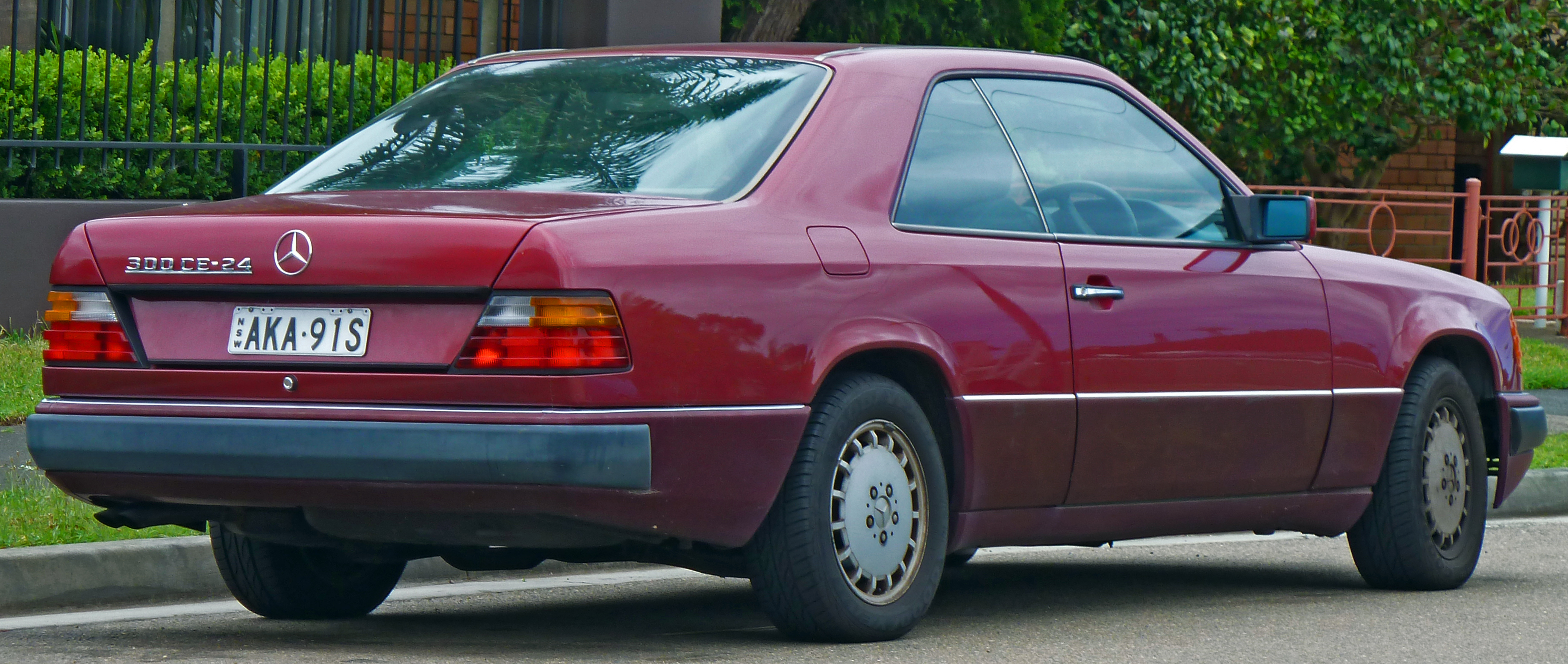
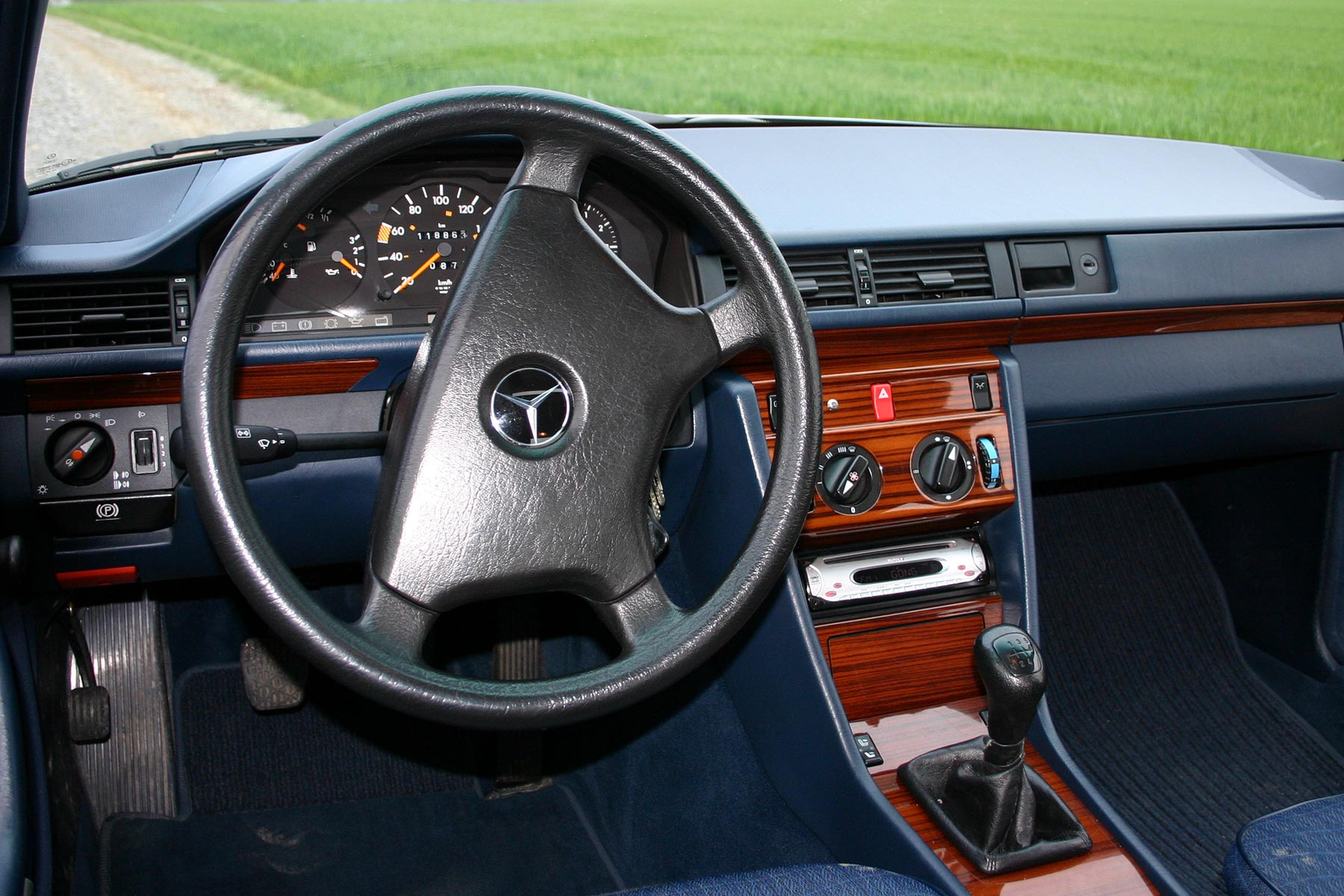
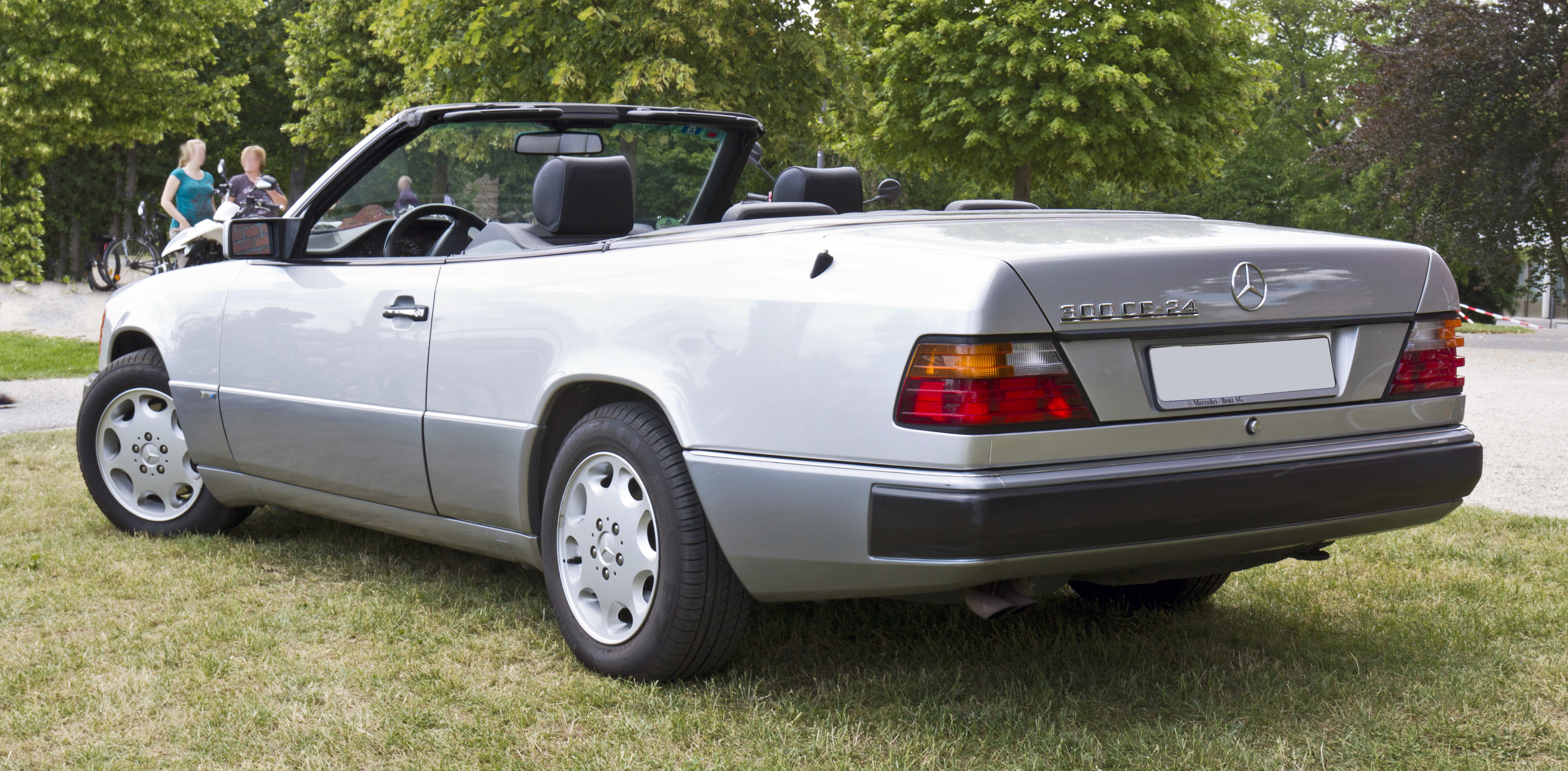
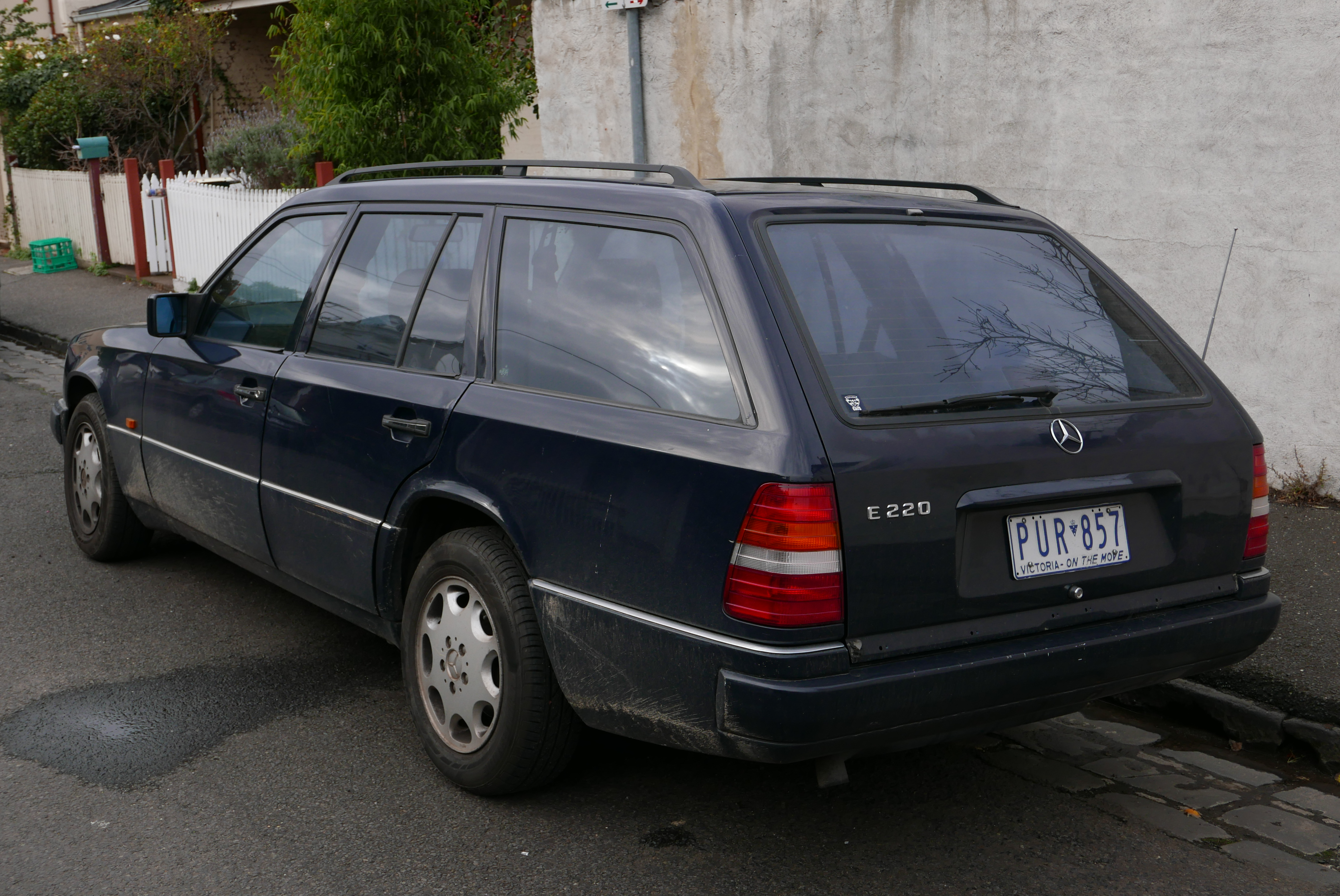